# Stefan Bratkowski

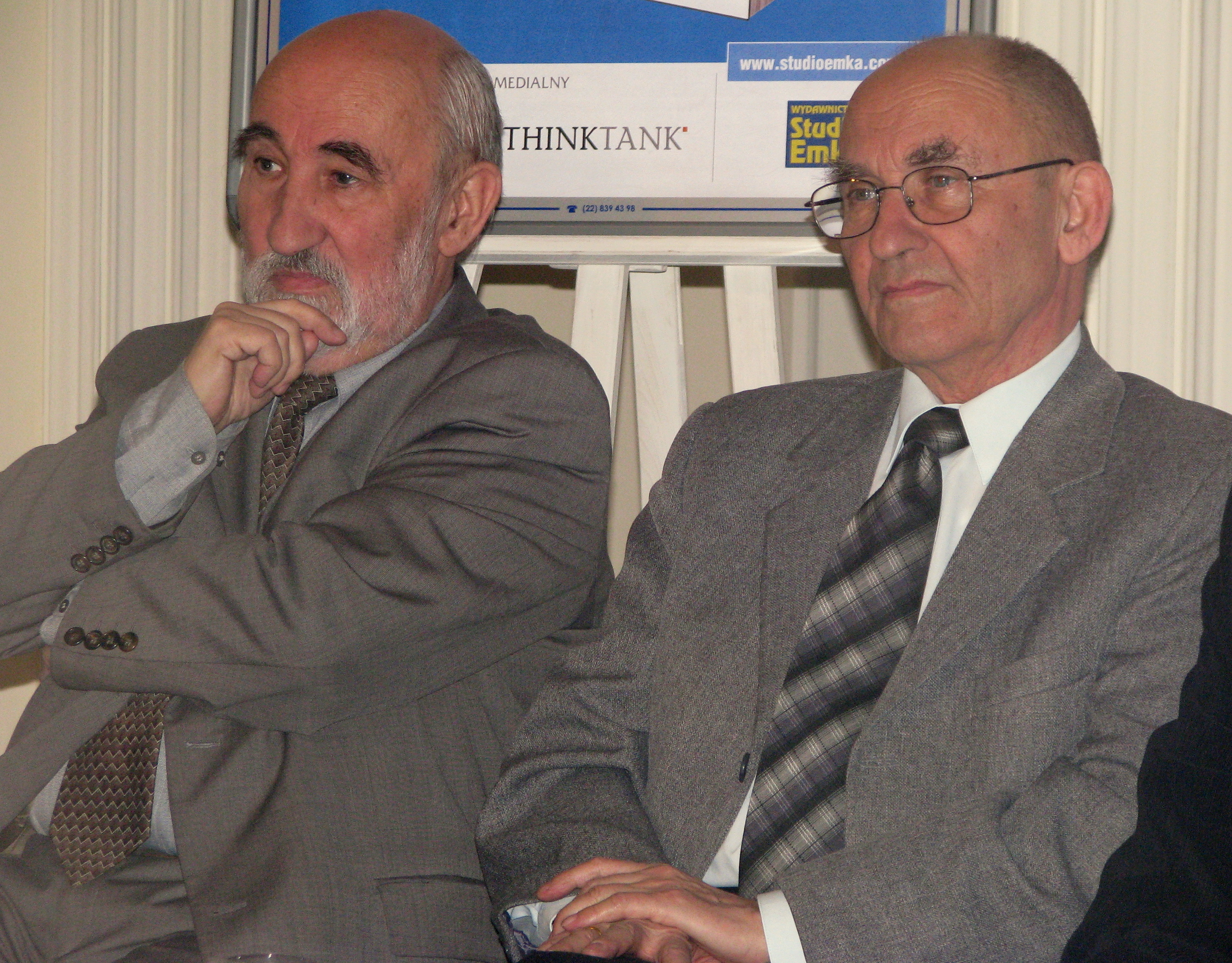
Stefan Bratkowski z bratem Andrzejem Bratkowskim – Warszawa, 29 marca 2011

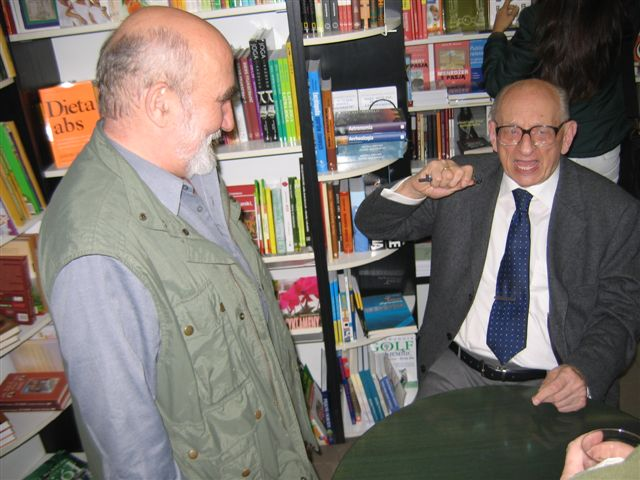
Stefan Bratkowski w rozmowie z Władysławem Bartoszewskim – Warszawa, 9 października 2006

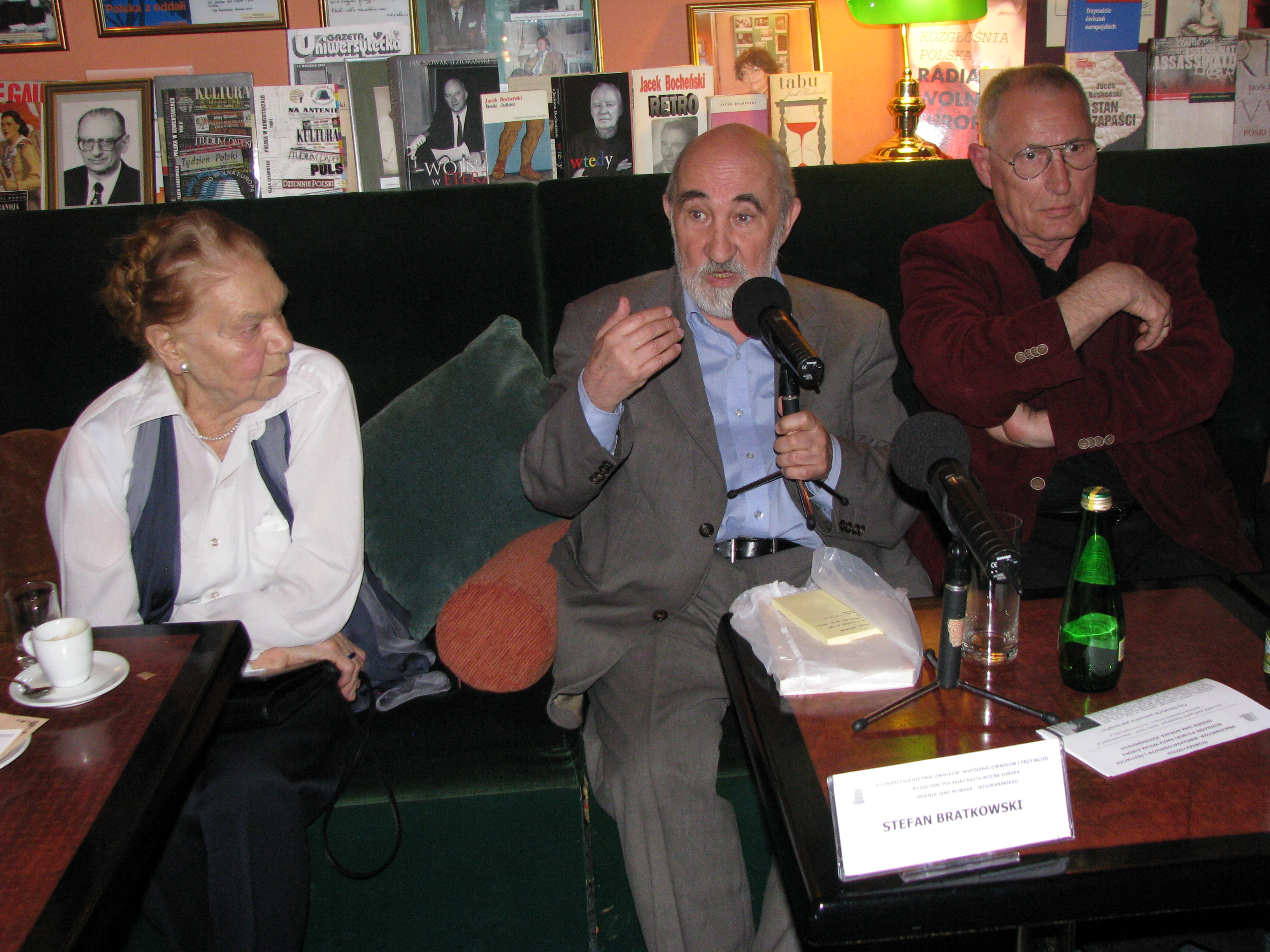
Stefan Bratkowski z Julią Hartwig i Leszkiem Szarugą – Stowarzyszenie Pracowników, Współpracowników i Przyjaciół Rozgłośni Polskiej Radia Wolna Europa Imienia Jana Nowaka-Jeziorańskiego, Warszawa, 29 kwietnia 2013

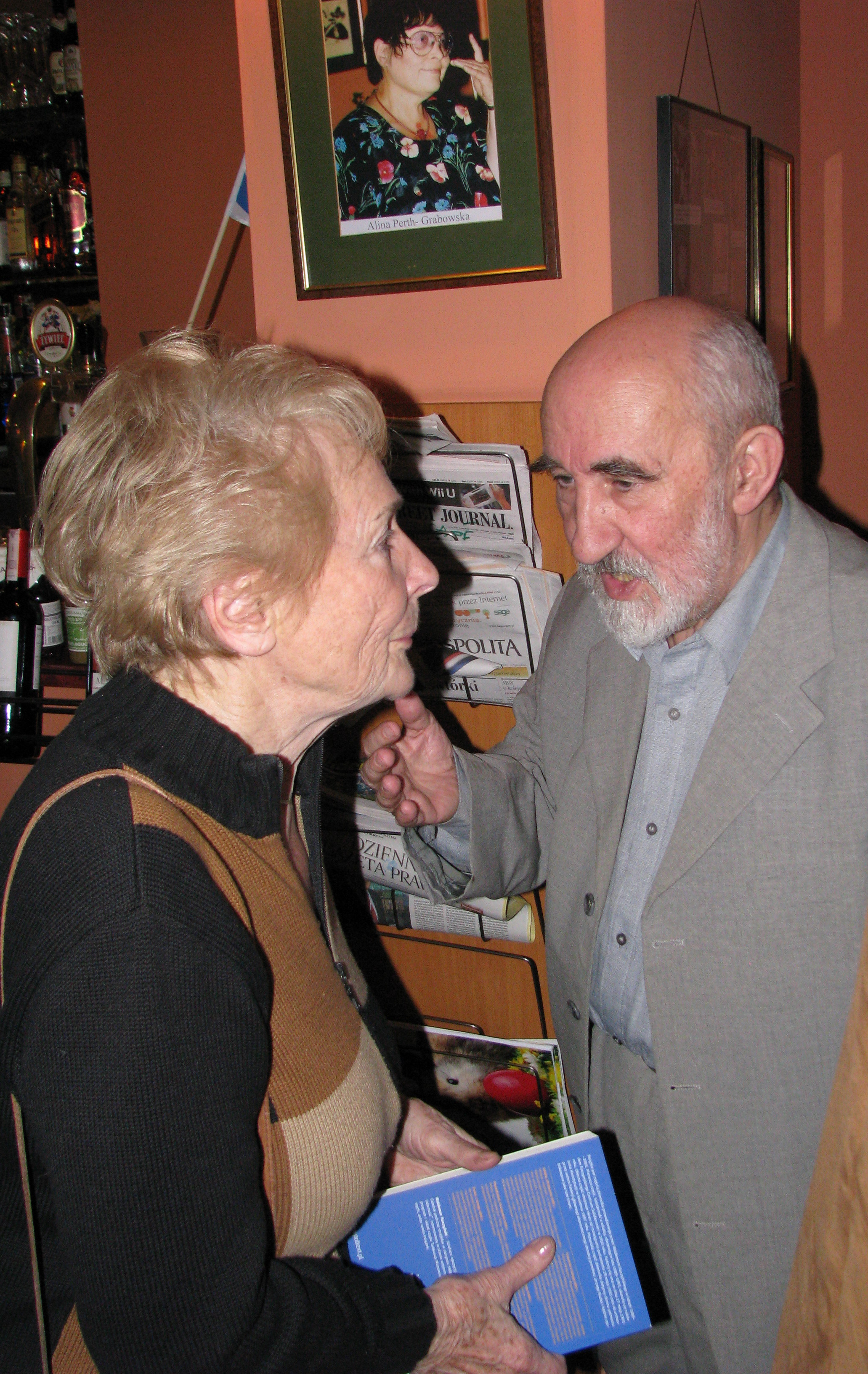
Stefan Bratkowski z Olgą Krzyżanowską – Stowarzyszenie Pracowników, Współpracowników i Przyjaciół Rozgłośni Polskiej Radia Wolna Europa Imienia Jana Nowaka-Jeziorańskiego, Warszawa, 19 listopada 2012

Stefan Tadeusz Aleksander Bratkowski (ur. 22 listopada 1934 we Wrocławiu, zm. 18 kwietnia 2021 w Warszawie) – polski prawnik, dziennikarz, publicysta i pisarz; w latach 1980–1990 prezes Stowarzyszenia Dziennikarzy Polskich, w latach 1991–1992 prezes Spółdzielni Wydawniczej „Czytelnik”, przewodniczący Rady Programowej Stowarzyszenia Pracowników, Współpracowników i Przyjaciół Rozgłośni Polskiej Radia Wolna Europa Imienia Jana Nowaka-Jeziorańskiego.

## Życiorys

### Rodzina i młodość
Był synem Stefana Janusza Bratkowskiego, urzędnika konsularnego i oficera wywiadu RP.
W 1936 zamieszkał w Warszawie. Po upadku powstania warszawskiego w 1944 i kilku latach tułaczki wychowywał się w państwowym domu młodzieży w Krzeszowicach.
Był bratem ekonomisty i polityka Andrzeja Bratkowskiego, mężem Romy Przybyłowskiej-Bratkowskiej i ojcem Katarzyny Bratkowskiej.

### Działalność zawodowa i publiczna

#### Okres PRL
W 1949 został członkiem Związku Młodzieży Polskiej. Jesienią 1956 rozwiązał ZMP na UJ. W grudniu tego samego roku zorganizował pierwszy zjazd Rewolucyjnego Związku Młodzieży w Warszawie z udziałem trzech tysięcy delegatów. Od 1956 do 1957 zasiadał w komitecie centralnym Związku Młodzieży Socjalistycznej.
W 1954 wstąpił do Polskiej Zjednoczonej Partii Robotniczej. Był członkiem egzekutywy PZPR w Związku Literatów Polskich. Z partii został usunięty dyscyplinarnie w 1981.
W 1954 współorganizował Klan Płonącego Pomidora, prywatny klub dyskusyjny zbuntowanej młodzieży. W 1955 organizował Uniwersytecki Klub Dyskusyjny w Krakowie, a w 1956 pierwsze krakowskie juwenalia, podczas których po raz pierwszy tysiące młodzieży przeszło ulicami miasta w niekontrolowanej manifestacji. W 1955 ukończył prawo na Uniwersytecie Jagiellońskim. W latach 1954–1956 był zatrudniony jako pracownik naukowo-dydaktyczny Wydziału Prawa UJ.
Od listopada 1956 pracował w redakcji „Po Prostu”, od stycznia 1957 – jako reporter. Był inicjatorem ruchu na rzecz samorządu. Napisał z Januszem Roszką i Jerzym Zieleńskim kilka książek reporterskich. Pod koniec lat 60. szeroką popularność zyskała jego Księga wróżb prawdziwych, opisująca przyszłość tworzoną przez postęp nauki i techniki. Napisał z bratem Andrzejem książkę Gra o jutro, która podważała tryb funkcjonowania gospodarki PRL, popularyzowała zachodnie doświadczenia w zarządzaniu i postulowała przywrócenie pieniądza jako miernika efektywności zamiast wykonywania planów. Od maja 1970 był redaktorem „Życia i Nowoczesności” (czwartkowego dodatku do „Życia Warszawy”), z którego w październiku 1973 z przyczyn politycznych został – wraz z trzonem zespołu – usunięty.
W latach 1971–1974 Stefan Bratkowski był również kierownikiem Pracowni Prognoz Rozwoju Ośrodka Badawczo-Rozwojowego Informatyki. Pozostawał następnie do 1980 bez stałego zatrudnienia. Był autorem scenariuszy części odcinków serialu telewizyjnego Najdłuższa wojna nowoczesnej Europy (1979–1981).
Jako prawnik i historyk zajął się studiami historycznymi, napisał źródłowe studium o historii wojskowości XVIII w. i wykształceniu zawodowym Tadeusza Kościuszki jako inżyniera wojskowego. W 1978 z Bogdanem Gotowskim i Andrzejem Wielowieyskim zainicjował Konwersatorium „Doświadczenie i Przyszłość” (DiP), działające początkowo w ramach Kolegium Towarzystwa Wolnej Wszechnicy Polskiej pod opieką Adam Uziembło (oficer)Adama Uziembły. Po zakazie publicznych dyskusji paneliści tej inicjatywy zajmowali się rozpisywaniem ankiet i opracowywaniem na ich podstawie raportów, z których pierwszy, zatytułowany O stanie Rzeczypospolitej i drogach wiodących do jej naprawy, ukazał się w 1979. Ich masową dystrybucję prowadziła Niezależna Oficyna Wydawnicza NOWa, ukazywały się również w radiu Rozgłośni Polskiej Radia Wolna Europa.
Jesienią 1980 na fali przemian związanych z powstaniem „Solidarności” został wybrany na prezesa Stowarzyszenia Dziennikarzy Polskich. Po wprowadzeniu stanu wojennego kierował działającym wówczas nielegalnie Stowarzyszeniem Dziennikarzy Polskich. Od 1983 do 1988 realizował „Gazetę Dźwiękową”, którą uzupełniał piosenkami bardów związanych z opozycją, a którą w formie kaset magnetofonowych rozpowszechniał Piotr Szwemin. Uczestniczył w Konwersatorium im. Bogdana Gotowskiego, w 1987 współorganizował tzw. „sześćdziesiątkę”, grupującą intelektualistów polskich, członków władz NSZZ „Solidarność” oraz rozwiązanych stowarzyszeń twórczych i naukowych. W latach 80. publikował swoje teksty w wydawnictwach drugiego obiegu

#### Przemiany polityczne i III RP
W 1988 wszedł w skład Komitetu Obywatelskiego przy Lechu Wałęsie. Brał udział w rozmowach Okrągłego Stołu jako członek obrad plenarnych oraz podzespołu ds. stowarzyszeń.
W 1989 ponownie został prezesem zalegalizowanego SDP, funkcję tę pełnił do 1990, po czym został honorowym prezesem stowarzyszenia. Również w 1989 współorganizował „Gazetę Wyborczą”, do której do 1995 pisywał felietony, był wśród założycieli przedsiębiorstwa Agora. Potem krótko był felietonistą tygodnika „Computerworld”, a następnie publicystą „Rzeczpospolitej”, z którą zerwał współpracę w 2006, zarzucając redaktorowi naczelnemu ingerencję w swoje teksty.
W 1991 brał udział w założeniu (razem z World Press Freedom Committee) Fundacji Centrum Prasowe dla Krajów Europy Środkowo-Wschodniej, pełnił funkcję przewodniczącego rady tej organizacji, a w 2007 stanął na czele jej zarządu.
Wszedł w skład rady nadzorczej i następnie rady programowej Stowarzyszenia Pracowników, Współpracowników i Przyjaciół Rozgłośni Polskiej Radia Wolna Europa Imienia Jana Nowaka-Jeziorańskiego w Warszawie. Został też członkiem Stowarzyszenia Pisarzy Polskich oraz członkiem honorowym Związku Polskich Artystów Plastyków. W latach 1997–2001 zasiadał w radzie programowej, a od 2002 w radzie konsultacyjnej Centrum Monitoringu Wolności Prasy. W 2007 reaktywował „Doświadczenie i Przyszłość”.
Działał jako społeczny redaktor niezależnego portalu publicystycznego Studio Opinii. Był prowadzącym audycję radiową Salon – Z boku w Tok FM, a także członkiem kapituły ustanowionej w 2013 Nagrody „Newsweeka” im. Teresy Torańskiej. W 2012 wraz z częścią środowiska dziennikarskiego (m.in. Magdaleną Bajer, w latach 1996–2011 przewodniczącą Rady Etyki Mediów) zarzucił Krzysztofowi Skowrońskiemu upolitycznienie SDP.
W listopadzie 2019 z okazji 85-lecia urodzin Stefana Bratkowskiego na portalu Studio Opinii ukazał się jego obszerny dziennik, ogłoszony przez dziennikarza Jerzego Klechtę.
Został pochowany 11 maja 2021 na cmentarzu Powązkowskim w Warszawie. Podczas uroczystości głos zabrali m.in. Jerzy Baczyński, Adam Bodnar i Ernest Skalski.

## Publikacje

### Książki (wybór)
- Zaułek sześciu wieków, Państwowe Wydawnictwo „Iskry”, 1963 (współautor, z Januszem Roszką).
- Nie będzie balu dla weteranów, Państwowe Wydawnictwo „Iskry”, 1964 (współautor, z Januszem Roszką).
- W tropikach inaczej, Państwowe Wydawnictwo „Iskry”, 1965 (współautor, z Jerzym Zieleńskim).
- Ostatki staropolskie, Spółdzielnia Wydawnicza „Czytelnik”, 1966 (współautor, z Januszem Roszką).
- Księga wróżb prawdziwych, Harcerskie Biuro Wydawnicze Horyzonty, 1968.
- Gra o jutro, Państwowy Instytut Wydawniczy, 1970 (współautor, z Andrzejem Bratkowskim); wydanie poprawione i uzupełnione jako Gra o jutro 2. Co warto zrobić teraz i z myślą o wnukach, Studio Emka, Warszawa 2011.
- Mały słownik informatyki, Ośrodek Badawczo-Rozwojowy Informatyki, 1972 (oprac., wespół z Witoldem Węckowiczem).
- Z czym do nieśmiertelności, Wydawnictwo „Śląsk”, 1977; wydanie 2 poszerzone: Wydawnictwo „Śląsk”, 1979, ISBN 83-216-0185-5.
- Oddalający się kontynent, Państwowy Instytut Wydawniczy, 1978; wydanie 2 poprawione i rozszerzone: Państwowy Instytut Wydawniczy, 1980, ISBN 83-06-00506-6.
- Skąd przychodzimy. Opowieści z drugiego kwadratu, Państwowe Wydawnictwo „Iskry”, 1978; wydanie poprawione i rozszerzone: BGW, 1993.
- Programować może każdy, Państwowe Wydawnictwo „Iskry”, Warszawa 1978 (podręcznik języka programowania BASIC; seria: „Życie i Nowoczesność”).
- Nie tak stromo pod tę górę. Krótki poradnik dla tych, którzy nie wiedzą, że nic się nie da zrobić, Książka i Wiedza 1980.
- Nowy Marsyliusz, czyli społeczeństwo inteligentne, Państwowy Instytut Wydawniczy, 1981, ISBN 83-06-00587-2.
- Ku przestrodze, Bicentennial Publishing Corporation, 1983, ISBN 0-912757-07-8 (przedmowa: Marek P. Krzyżański; seria: Biblioteka Polityczna „Nowego Dziennika”).
- Jak robić interesy – razem, Państwowe Wydawnictwo „Iskry”, 1989, ISBN 83-207-1141-X.
- Którędy do dobrobytu wsi. O dwóch polskich chłopskich cudach, o kilku wypróbowanych sposobach (polskich, niemieckich, angielskich i amerykańskich) na zdobywanie pieniędzy i o tym, jak uwierzyć, że można samemu dać sobie radę – zamiast blokować drogi, strajkować, głodować, protestować i niepotrzebnie zrażać do siebie resztę społeczeństwa, Nowoczesność – Fundacja im. Macieja Rataja, 1993.
- Robotnicy – akcjonariusze. Polskie związki wielkiej encykliki, Fundacja Wspierania Przekształceń Własnościowych przy ZE ELWRO, 1993, ISBN 83-7469-415-7.
- Wiosna Europy: mnisi, królowie i wizjonerzy, Państwowe Wydawnictwo „Iskry”, 1997, ISBN 83-207-1556-3.
- Najkrótsza historia Polski, Krajowa Agencja Wydawnicza, 1998, ISBN 978-83-03-03693-3.
- Najkrótsza historia Wielkopolski, Wydawnictwo Polskiej Prowincji Dominikanów „W drodze”, 1999, ISBN 83-7033-228-5.
- Pan Nowogród Wielki: prawdziwe narodziny Rusi, Krajowa Agencja Wydawnicza, 1999, ISBN 978-83-88072-23-9 (nominacja do Nagrody Literackiej „Nike” w 2000[25]).
- Podróż do nowej przeszłości, Wydawnictwo Veda, 2000, ISBN 83-85584-67-6.
- Pod wspólnym niebem: krótka historia Żydów w Polsce i stosunków polsko-żydowskich, Krajowa Agencja Wydawnicza, 2001, ISBN 978-83-88072-51-2.
- Nieco inna historia cywilizacji: dzieje banków, bankierów i obrotu pieniężnego, Nowoczesność, 2003, ISBN 83-901815-7-6.
- Sztafeta „Z”, Instytut Technologii Eksploatacji, 2004, ISBN 83-7204-384-1.
- Kilka sposobów na niemożliwość, czyli poradnik dla tych, którzy nie wiedzą, że nic się nie da zrobić, Prószyński i S-ka, 2006, ISBN 83-7469-415-7.
- Kim chcą być Niemcy, Prószyński i S-ka, 2006, ISBN 83-7469-322-3.
- Kim chcą być Polacy, Prószyński i S-ka, 2007, ISBN 978-83-7469-499-5.
- Atlantyda tak nie daleko, Wydawnictwo Pert, 2009, ISBN 978-83-928157-5-4.
- Teksty wywrotowe 1992-2008, Wydawnictwo Pert, 2012, ISBN 978-83-915358-7-5.
- W drodze do Montaigne, Spółdzielnia Wydawnicza „Czytelnik”, 2012, ISBN 978-83-07-03277-1.
- Kto na to przyzwolił? Szkic o odpowiedzialności za przyszłą historię, Studio Emka, 2013, ISBN 978-83-63773-21-2.
- Nieco inna historia Polski, Studio Opinii, 2015 (e-book)[26].

### Opracowania
- Księga dwudziestolatków 1965, Państwowe Wydawnictwo „Iskry”, 1967 (wespół z Aliną Kalczyńską).
- Sygurd Wiśniowski, W pogoni za nową przygodą, Krajowa Agencja Wydawnicza, 1979 (wybór i opracowanie; wespół z Romaną Przybyłowską-Bratkowską).
- Jan Sztolcman, Czwarty Polak za Kordylierami Krajowa Agencja Wydawnicza, 1982 (wybór i opracowanie; wespół z Romaną Przybyłowską-Bratkowską).
- Październik 1956. Pierwszy wyłom w systemie. Bunt, młodość i rozsądek, Prószyński i S-ka, 1996, ISBN 83-7180-040-1 (praca zbiorowa; zebrał i zredagował Stefan Bratkowski).

### Przekłady
- Robert Townsend, Jak zdobyć szklaną górę organizacji. Czyli co robić, aby nie tłamsić ludzi i nie hamować rozwoju, Książka i Wiedza, 1974.
- Ralf Dahrendorf, Nowoczesny konflikt społeczny. Esej o polityce wolności, Spółdzielnia Wydawnicza „Czytelnik”, 1993, ISBN 978-83-63773-21-2.

## Filmografia
- 1961: Wyszedł z domu i nie wrócił (etiuda szkolna) – reżyseria[8]
- 1961: Gdy ginie król (etiuda szkolna) – reżyseria[8]
- 1981: Najdłuższa wojna nowoczesnej Europy (reż. Jerzy Sztwiertnia) – scenariusz (odc. 7–13)[8]
- 2000: Najwyżej na świecie (reż. Elżbieta Dzikowska) – komentarz[8]

## Odznaczenia i wyróżnienia
- Nagroda im. Adolfa Bocheńskiego (1980)
- Nagroda Kisiela (1990)
- Krzyż Komandorski Orderu Odrodzenia Polski (2011)[27]
- Super Wiktor (2015)
- Nagroda Polskiego PEN Clubu im. Ksawerego Pruszyńskiego (1997)[28]
- tytuł Honorowego Obywatela Krzeszowic (2016)[29]
- Nagroda 100-lecia ZAiKS-u (2018)[30]
- Nagroda Specjalna ZAiKS-u (2019)[30]